# Самир
Самир (каз. Сәмір) — село в Костанайском районе Костанайской области Казахстана. Входит в состав Жамбылского сельского округа. Код КАТО — 395459300.

## Население
В 1999 году население села составляло 256 человек (114 мужчин и 142 женщины). По данным переписи 2009 года, в селе проживало 188 человек (95 мужчин и 93 женщины).